# Pol Carreras Torras
Pol Carreras Torras (Barcelona, 17 de gener de 1990) és un esquiador alpí català, que participa en els Jocs Olímpics d'Hivern de 2014.
Fill d'entrenadors d'esquí, en categories inferiors va aconseguir diverses victòries i podis en eslàlom i eslàlom gegant. Ha estat 7 cops podi en els Campionats d'Espanya, i ha estat Campió d'Espanya 4 vegades. Ho va ser de super gegant a 2009, i d'Eslàlom en 2010, 2011 i 2012. Ha participat en dos Mundials (a Garmisch-Partenkirchen 2011 i Schladming 2013). En categoria júnior ha disputat al seu torn 3 Mundials aconseguint com a millor resultat un 38è lloc en l'eslàlom gegant de 2009. A la Copa del Món, la seva millor participació va ser a l'eslàlom d'Adelboden, el 12 de gener de 2014, en què no es va classificar per la 2a mànega en quedar 53è en la 1a mànega.